# Fabien Pithia
Fabien Pithia (sinh ngày 7 tháng 5 năm 1987) là một cầu thủ bóng đá người Mauritius thi đấu cho Curepipe Starlight ở Mauritian League ở vị trí tiền vệ.

## Sự nghiệp

### Sự nghiệp chuyên nghiệp
Fabien khởi đầu sự nghiệp chuyên nghiệp năm 2006 cùng với Savanne SC, và thi đấu cho câu lạc bộ từ đó.

### Sự nghiệp quốc tế
Fabien có trận đấu đầu tiên cho Đội tuyển bóng đá quốc gia Mauritius năm 2008.

### Bàn thắng quốc tế
Tỉ số và kết quả liệt kê bàn thắng của Mauritius trước.
| #  | Ngày               | Địa điểm                                          | Đối thủ    | Tỉ số | Kết quả | Giải đấu                            |
| -- | ------------------ | ------------------------------------------------- | ---------- | ----- | ------- | ----------------------------------- |
| 1. | 6 tháng 9 năm 2015 | Sân vận động Anjalay, Belle Vue Maurel, Mauritius | Mozambique | 1–0   | 1–0     | Vòng loại Cúp bóng đá châu Phi 2017 |

## Cá nhân
Fabien có người anh em sinh đôi, Fabrice, cũng thi đấu ở Mauritian League cho Curepipe Starlight cũng như cho cho Đội tuyển bóng đá quốc gia Mauritius.